# Kostiantyn Balicki
Kostiantyn Ołeksandrowycz Balicki (ukr. Костянтин Олександрович Баліцький; ur. 24 stycznia 1987) – ukraiński zapaśnik walczący w stylu klasycznym.
Zajął 27. miejsce na mistrzostwach świata w 2011. Srebrny medalista mistrzostw Europy w 2003; ósmy w 2002. Wicemistrz Europy juniorów i trzeci na MŚ w 2007 roku.